# آنجلا مائو
آنجلا مائو یینگ (به انگلیسیAngela Mao Ying) - (زاده ۲۰ سپتامبر ۱۹۵۰ با نام تولد مائو فوجینگ (به انگلیسیMao Fujing) بازیگر رزمی کار اهل تایوان است. وی در بسیاری از فیلم‌های رزمی دهه هفتاد نقش اصلی را بازی کرد اما حضور کوتاه اما پرقدرت در فیلم اژدها وارد می‌شود در نقش خواهر لی (با بازی بروس لی) در یادها مانده‌است.

## زندگی
آنجلا در یک خانواده فقیر پرجمعیت زاده شد. او در سال ۱۹۷۴ با کلی لیوآی (بازیگر) ازدواج کرد. آنها در سال ۱۹۷۶ از هم جدا شدند. وی به هنرهای رزمی هاپکیدو و ووشو تسلط کامل دارد.

## نکاتی چند دربارهٔ آنجلا
- آنجلا در میان بازیگران شرقی همیشه با احترام فراوان از بروس لی یاد می‌کرد.
- بروس لی به آنجلا در سر صحنه یک فیلم کمک کرد تا فنون کونگ فو را به درستی اجرا کند. بروس تقاضا کرد تا اسمی از وی در فیلم برده نشود، اما در تمامی تبلیغات آن فیلم، از بروس لی یاد شد.
- آنجلا در میان بازیگران غربی مارلون براندو را ستایش می‌کرد.
- آنجلا از صحنه‌های غیراخلاقی در فیلم‌ها همیشه پرهیز می‌کرد. او معمولاً در فیلم‌ها یک لباس تونیک و شلوار گشاد می‌پوشید و از سر تا نوک انگشتانش پوشیده بود.
- در سرصحنه اژدها وارد می‌شود زمانیکه رابرت کلوز خواسته بود تا اوباش لباس‌های او را در حین درگیری، پاره کنند، مخالفت کرد. وی حتی اجازه نداد تا آستین لباسش پاره شود.
- وی از سال ۱۹۹۲ تاکنون در هیچ فیلمی ظاهر نشده‌است.

## فیلموگرافی
- رودخانه خشمگین (۱۹۷۰) - Lan Feng
- Thunderbolt (۱۹۷۰)
- The Invincible Eight (۱۹۷۱)
- Deadly China Doll (۱۹۷۲) - Hei Lu
- هاپکیدو (۱۹۷۲) - Yu Ying
- Lady Whirlwind (۱۹۷۲) - Miss Tien
- اژدها وارد می‌شود (۱۹۷۳) - سو لین
- Back Alley Princess (۱۹۷۳) - Ying
- Sting of the Dragon Masters (۱۹۷۳) - Wan Ling-ching
- The Two Great Cavaliers (۱۹۷۳)
- The Fate of Lee Khan (۱۹۷۳)
- Naughty! Naughty! (۱۹۷۴)
- The Shrine of Ultimate Bliss (۱۹۷۴) - Angela Li Shou-Hua
- The Invincible Kung Fu Trio (۱۹۷۴)
- The Tournament (۱۹۷۴)
- The Himalayan (۱۹۷۵)
- Return of the Chinese Boxer (۱۹۷۵)
- International Assassins (۱۹۷۶) - Queen of Cambodia
- بانوی کاراته (۱۹۷۶)
- Duel with the Devils (۱۹۷۷) - Chu
- Invincible (۱۹۷۶)
- The Eternal Conflict (۱۹۷۶) - Fei Fei
- Duels in the Desert (۱۹۷۷)
- Broken Oath (۱۹۷۷) - Lotus Lin
- The Damned (۱۹۷۸)
- Iron Maiden (۱۹۷۸) - Chin Lun
- Scorching Sun, Fierce Wind, Wild Fire (۱۹۷۸)
- Return of the Tiger (۱۹۷۹)
- Snake Deadly Act (۱۹۷۹) - Brothel Madam
- Flying Masters of Kung Fu (۱۹۷۹)
- Moonlight Sword and Jade Lion (۱۹۸۱)
- The Stunning Gambling (۱۹۸۲)
- Ninja, the Violent Sorcerer (۱۹۸۲) - Anna (uncredited)
- Book and Sword Chronicles (TV series) (۱۹۸۴) - Luo Bing
- Eastern Condors (1987) (extra)
- Devil Dynamite (۱۹۸۷)
- Ghost Bride (۱۹۹۲)